# Copelatus caelatipennis
Copelatus caelatipennis es una especie de escarabajo buceador del género Copelatus, de la subfamilia Copelatinae, en la familia Dytiscidae. Fue descrito por Aubé en 1838.
La base de los élitros suele ser más clara que el resto de los élitros, que es de color marrón. Se encuentra en los Estados Unidos, México y América Central.